# أنجيلو باراديسو
أنجيلو باراديسو (بالإيطالية: Angelo Paradiso)‏ هو لاعب كرة قدم إيطالي في مركز الوسط، ولد في 14 فبراير 1977 في روما في إيطاليا. لعب مع نادي بيركيركارا ونادي بيزا ونادي بيلينزونا ونادي تشيزينا ونادي تيرامو ونادي رافينا ونادي كييتي كالسيو الرياضي ونادي لاتسيو ونادي لوكيزي ونادي ليتشي ونادي نابولي.

## وصلات خارجية
- أنجيلو باراديسو على موقع قاعدة بيانات كرة القدم.إي يو (الإنجليزية)
- أنجيلو باراديسو على موقع عالم كرة القدم.نت (الإنجليزية)